# Luby u Chebu (nádraží)
Luby u Chebu jsou dopravna D3 nacházející se na trati Tršnice – Luby u Chebu, ve městě Luby v okrese Cheb.

## Popis
Stanice byla otevřena v roce 1900. Stanice má dvě dopravní koleje, u koleje č. 1 je zřízeno nástupiště o délce 35 m s pevnou hranou ve výšce 200 mm nad temenem kolejnice. Příchod na nástupiště je úrovňový. Ve stanici není prodej jízdenek, ani žádné další služby.[zdroj?]